# Josef Hechenberger
Josef Hechenberger (geboren am 2. Oktober 1974 in Reith im Alpbachtal) ist ein österreichischer Landwirt und Fremdenverkehrsunternehmer sowie Funktionär des Bauernbundes und Politiker der ÖVP. Er ist seit 2007 Präsident der Tiroler Landwirtschaftskammer und gehört seit 2019 dem österreichischen Nationalrat an.

## Leben
Hechenberger absolvierte die Landwirtschaftliche Landeslehranstalt Rotholz und erhielt dort seinen Meisterbrief. Mit 18 Jahren übernahm er den Oberhaslachhof im Alpbachtal, einem Tal in den Kitzbüheler Alpen, in dem er auch geboren wurde. Er besuchte einen berufsbegleitenden Lehrgang an der HBLA Kematen und danach das Diplomstudium an der Hochschule für Agrar- und Umweltpädagogik in Wien. Er führt den Titel eines Ingenieurs. Gemeinsam mit seiner Frau Katharina hält er als Nebenerwerbsbauer Milchkühe und Rinder. Zehn Jahre lang war er InVeKos-Leiter an der Bezirkslandwirtschaftskammer Kufstein und arbeitete an zwei Tagen in der Woche als Berater, bis er im Mai 2007 zum Präsidenten der Tiroler Landwirtschaftskammer bestellt wurde. Als wichtigstes Ziel nannte er damals, die flächendeckende Landwirtschaft in Tirol aufrechtzuerhalten. Als Funktionär seiner Berufsgruppe möchte er insbesondere die Förderungen verbessern und die Bürokratie abbauen. Für nachhaltiges Wirtschaften als bäuerliches Prinzip schuf die Kammer unter seiner Leitung den Josef-Willi-Nachhaltigkeitspreis.
Er ist verheiratet und hat vier Kinder.

## Politische Laufbahn
Seite 2002 ist Hechenberger Ortsobmann des Bauernbundes Reith im Alpbachtal. Im Jahr 2004 wurde er für die ÖVP Mitglied des Gemeindevorstandes der Gemeinde Reith im Alpbachtal und ist dort seit 2006 Obmann der Partei.
Für die Nationalratswahl 2019 schien Hechenberger auf dem wenig aussichtsreichen Platz 4 im Wahlkreis 7C im Tiroler Unterland auf. In seinem Wahlkampf sprach er sich für die Einführung einer verpflichtenden Herkunftskennzeichnung für Fleisch aus, thematisierte die Bereiche Tierwohl und Nachhaltigkeit und sprach sich gegen ein Freihandelsabkommen der Europäischen Union mit dem lateinamerikanischen Wirtschaftsbündnis Mercosur aus. Ein solches Abkommen würde laut Hechenberger enorme Wettbewerbsnachteile für die heimischen Bauern bedeuten. Daneben argumentierte er mit der Rodung des Regenwaldes für den Anbau von Monokulturen und zur Gewinnung von Weideflächen und, dass in den Mercosur-Staaten keine genaue Kontrolle bezüglich dem Einsatz von Pflanzenschutzmitteln und Mängel in Bezug auf Nachhaltigkeit, artgerechte Tierhaltung und Umweltschutz gäbe, die nicht österreichischen Standards entsprächen.
Im Vorfeld der Wahl kam es zu Verwerfungen zwischen den traditionellen Bünden der Tiroler Volkspartei, die den bisherigen Abgeordneten Josef Lettenbichler vom Wirtschaftsbund zum Rückzug bewegten. Sein Listenplatz ging an eine Vertreterin des ÖAAB, des Arbeiter- und Angestelltenbundes. Mit 12.835 Vorzugsstimmen gewann schließlich Hechenberger als Vertreter des Bauernbundes das Mandat im Tiroler Unterland. Am 23. Oktober 2019 wurde Hechenberger als Nationalratsabgeordneter angelobt.
Er ist Hauptmitglied in den Ausschüssen für Konsumentenschutz, Land- und Forstwirtschaft, Gesundheit und Volksanwaltschaft. Neben seinem Anliegen der Herkunftsbezeichnungen für Fleisch positionierte er sich gegen die Rückkehr der Wölfe. Seit 20. Juli 2020 ist er Obmann des von verschiedenen ÖVP-Politikern und -Funktionären getragenen Vereins „Alm ohne Wolf“. Die Rückkehr der Wölfe gefährdet laut Hechenberger die traditionelle Almwirtschaft. Er setzt sich für die Herabsetzung des Schutzstatus’ des Wolfes auf europäischer Ebene ein.
Ende 2022 zeigte er sich in seiner Funktion als Präsident der Tiroler Landwirtschaftskammer in einer Presseaussendung und darauf folgenden Interviews „extrem schockiert“, weil in einem 2021 veröffentlichten Werbespot der landeseigenen Tirol Werbung, der bei den Cannes Corporate Media & TV Awards 2022 mit einem Silbernen Delphin ausgezeichnet wurde, die Hauptdarstellerin Hafermilch und nicht Kuhmilch für ihren Latte macchiato bestellt. Damit würde die „tägliche Arbeit der Bauernfamilien“ nicht respektiert.

## Trivia
Im Oktober 2011 wurde Hechenberger für einen Monat der Führerschein entzogen, nachdem er als Fahrer mit 0,8 Promille alkoholisiert getestet wurde.